# アトの巨人祭り
アトの巨人祭り、あるいはアトのデュカス祭(Ducasse d'Ath)は、ベルギーの都市アトで開かれる、ダビデのゴリアテへの勝利を記念してパレードを行う伝統的行事である。毎年8月の第四日曜日に開催されるこのパレードは、郷土史上の人物を模した大きな巨人像が練り歩くのが特徴である。
2005年、ユネスコの「人類の口承及び無形遺産の傑作」（無形文化遺産の前身）に、「ベルギーとフランスの巨人とドラゴンの行列」の1つとして登録されたが、ブラックフェイスからなる人種差別的な演出があったとしてアフリカ諸国の苦情の申し立てにより、2022年末にこの祭だけが除名された。

## 歴史
アトの建設は1140年、部下のジル・ド・トラズニー(Gilles de Trazegnies)からこの地を買い上げたエノー伯・ボードゥアン4世によってなされた。14世紀になるとアトは著しい発展を迎え、市街を囲む塀の外には聖人ブリウドのユリアヌスに捧げられた聖ジュリアン教会が建てられていた。パレードはかつてはこの教会からスタートして、新市街へと進路を取っていた。開催日として8月の第四日曜日が選ばれたのは、ブリウドのユリアヌスの祝祭日である8月28日に近いことが理由である。聖書の登場人物を模した巨像が行列に参加することには、大部分が非識字者である市民に対して口頭でキリスト教の教えを伝える目的もあった。

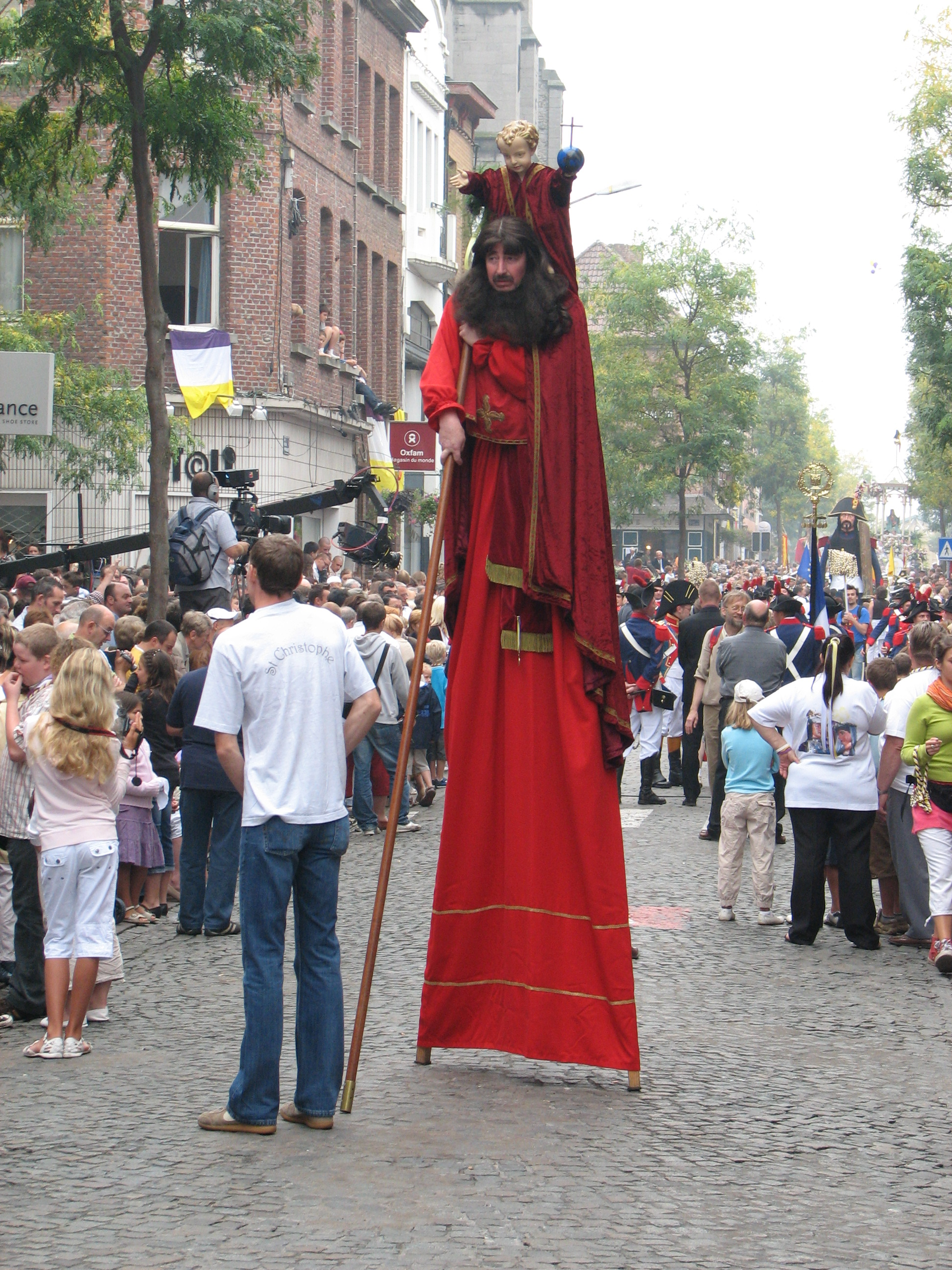
Flobecqの聖クリストファー